# Céler (mestre dos ofícios)
Flávio Céler (em grego: Κέλερ) foi um general e mestre dos ofícios bizantino do começo do século VI, ativo durante o reinado dos imperadores Anastácio I Dicoro (r. 491–518) e Justino I (r. 518–527). De origem ilíria, aparece pela primeira vez em 503, quando foi nomeado general na Guerra Anastácia contra o Império Sassânida do xainxá Cavades I. Em 504, organizou suas tropas para defender Amida do cerco persa, mas logo partiu com elas para território persa, onde recapturou várias cidade e tomou muito butim. No final de 504 negociou uma trégua e no ano seguinte recuperou Amida. Em 506, liderou as negociações que levaram ao tratado que concluiu a guerra e em 508 foi nomeado como cônsul, provavelmente como recompensa.
Reaparece em 511, quando conspirou ao lado de Anastácio I para depor o patriarca de Constantinopla Macedônio II (r. 495–511) e recebeu ordens para assegurar que Severo de Antioquia e seus monges monofisistas fossem colocados em segurança em seus conventos na Síria. Em 512, foi enviado para Constantinopla para lidar com as revoltas calcedonianas, mas falhou. Ainda exercia função em 518, quando foi removido do posto pelo imperador Justino I (r. 518–527) Em 519-520, é mencionado participando nas negociações com o patriarca de Roma para terminar o cisma acaciano.

## Biografia

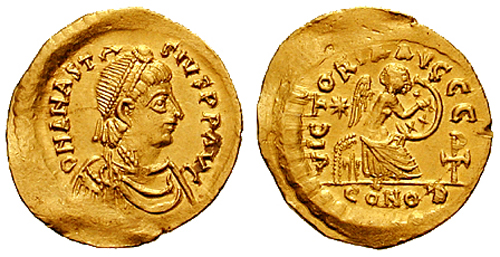
Semisse do imperador r.

Fronteira oriental nos séculos V-VI

Céler era um ilírico, porém nada se sabe sobre suas origens. Em 503, o imperador Anastácio I (r. 491–518) o nomeou general na guerra em curso contra o Império Sassânida do xá Cavades I. Na primavera de 504, levou seus homens para Amida, que estava sitiada, mas logo depois deixou-o e envolveu-se numa invasão no território persa, recapturando várias cidades e tomando muito butim. No final de 504, Céler ocupou-se nas negociações com os persas, que resultaram numa trégua temporária.
Em 505, estava novamente ativo na fronteira oriental, mas não é registrado como tendo participado de grandes operações; fez, contudo, contatos contínuos com os persas, resgatando Amida por ca. 453 quilos de ouro. No outono de 506, Céler e Caliópio remeteram as leis cabíveis para Anastácio I e Céler liderou as negociações bizantinas com os persas em Dara, que resultaram na conclusão dum tratado de paz. Talvez como recompensa, foi nomeado cônsul por 508; já havia sido nomeado como mestre dos ofícios em algum momento entre 503-504.
Em 511, Céler conspirou com Anastácio num plano para exilar o patriarca de Constantinopla Macedônio II (r. 495–511), induzindo-o a assinar um documento que rejeitava os concílios do Éfeso e Calcedônia e assim perder o apoio da facção pró-calcedoniana. Depois, Céler foi ordenado a assegurar que Severo de Antioquia e seus monges monofisistas fossem devolvidos em segurança para seus conventos na Síria. Em 512, Céler foi enviado para Constantinopla, junto com Patrício, para pacificar as multidões calcedonianas desenfreadas, mas falhou.
Céler ainda estava em ofício no momento na ascensão do imperador Justino I (r. 518–527) em 9 de julho de 518, mas logo depois foi removido do ofício (seu primeiro sucessor registrado foi Taciano em 520, embora Símaco pode ter ocupado o cargo em 519). Depois disso, participou nas negociações de 519-520 com o patriarca de Roma para terminar o cisma acaciano. É descrito pelos cronistas como sábio, bem educado, um administrador capaz, e pessoalmente corajoso. A data ou a forma como morreu não são registradas, salvo uma referência ao fato de ser "infeliz".